# La niña (serie de televisión)
La Niña —en inglés: The Girl— es una serie de televisión producida por CMO Producciones para Caracol Televisión en 2016. Protagonizada por Ana María Estupiñán y Sebastián Eslava con participaciones de Marcela Benjumea, Melisa Cáceres y Michelle Orozco y las participaciones antagónicas de Diego Vásquez, Juana Arboleda, Marcelo Castro, Roger Moreno y Juan Millán.
Dirigida por los directores Rodrigo Triana y Camilo Vega cuenta con la producción ejecutiva de Ana Piñeres y la producción general de Clara María Ochoa de CMO producciones.

## Producción
La serie fue grabada en diversas partes de Bogotá, Meta, Cundinamarca, Acacías, San Francisco y algunas zonas de La Vega.

## Historia
Belky vivía en el campo, desde pequeña ayudaba con las labores de la casa y cuidaba a su hermano, a quien amaba tanto que se ofreció a ir a la guerrilla en su lugar. Dándoles por excusa que su hermano era débil y que ella les sería más útil, ya que su hermano padecía de epilepsia. Belky fue llevada a la selva y durante más de cinco años fue adoctrinada y adiestrada para su nueva vida, en la cual fue llamada “Sara”, nombre dado por el comandante Roncancio. En la guerrilla fue obligada a combatir, poner minas, atacar poblaciones inocentes y extorsionar. Un día mientras hacia una de las extorsiones fue capturada por el ejército y, fue ahí donde Belky encontró una luz en medio del camino. Belky logra ingresar a un programa del gobierno para la reinserción de menores llevados a la guerra. ahí se reencuentra con su familia y los golpes no son pocos. Sus hermanas ya ni la conocen y su hermanito, ese por el que dio la vida ya no está. Decepcionada y adolorida quisiera morirse. No tiene ganas de estudiar, ni de salir, mucho menos de ir al campo a ayudar a su mamá. Pero ahí en la correccional conoce el amor que le ofrece Manuel, un muchacho que fue entregado a los paramilitares por su familia y que ahora está tratando de cumplir su sueño: convertirse en un gran chef. Manuel le ayuda a entender que ella también tiene un sueño: ser médica. Es entonces cuando Belky decide validar todos sus estudios de primaria y bachillerato, presentar las pruebas ICFES y entrar a una buena universidad a estudiar Medicina. Para poder seguir su sueño, Belky y su familia deben mudarse a Bogotá. Ahí conoce a Víctor, un futuro estudiante de Medicina que será un gran amigo que la ayudará más de una vez. Tras muchos obstáculos, Belky logra entrar a la facultad. Ahí conoce a Santiago, Natalia y Juliana; pero no todo es fácil para Belky además de estudiar debe trabajar en un call center, y aún peor: tratar de librarse del coronel Barragán, su peor enemigo. Pero aunque con muchas lágrimas a punto de morir en varias ocasiones, logró y excedió lo que muchos pensaban que no lograría. Inspiración para muchos de que no importa tu pasado ni aun siendo el más oscuro y duro para ti; se puede salir de ello y vencer. Inspirada en la vida de la exguerrillera de Colombia Sara Morales alias "Selena" (nombre puesto por ella misma ya que ella le gusta el canto y en admiración a la excantante Selena Quintanilla).

## Reparto

### Principal
En orden de aparición
| Actor                     | Personaje                            |
| ------------------------- | ------------------------------------ |
| Ana María Estupiñán       | Belky Rocío Bustamante Pinzón "Sara" |
| Sebastián Eslava          | Manuel Monsalve                      |
| Marcela Benjumea          | Mireya Pinzón de Eslava              |
| Marcelo Dos Santos        | Decano Dr Alfonso Montealegre        |
| Diego Vásquez             | Coronel Luis Eduardo Barragán        |
| Cristina Campuzano        | Dra. Constanza Duque "Connie"        |
| Juan Manuel Mendoza       | Dr. Rodrigo Carrera                  |
| Cony Camelo               | Dra. Tatiana Toquica                 |
| Santiago Alarcón          | Dr. Horacio Fuentes                  |
| Variel Sánchez            | Víctor Manjarrés Rivera              |
| Juan Sebastián Aragón     | Coronel Javier Alzate                |
| Laura Perico              | Juliana Montealegre                  |
| Alberto Cardeño           | Miguel Bustamante Eslava             |
| Laura Archbold            | Natalia Villamizar                   |
| Carlos Felipe Sánchez     | Santiago Caballero                   |
| Martha Restrepo           | Ángela Acosta de Barragán "Monona"   |
| Fernando Arévalo          | Padre Rivas                          |
| Brenda Hanst              | Dra. Silvia Lozano de Ariza          |
| Carlos Kajú               | alias Raúl “ferney palacios”         |
| Fabio Velasco             | Rigoberto Varón                      |
| Roger Moreno              | Esteban                              |
| Juan Millán               | Julio                                |
| María del Rosario Barreto | Yolima                               |
| Victoria Ortiz            | María Luisa Barragán Acosta          |
| Michell Orozco            | Adriana Eslava Pinzón "Nana"         |
| Melissa Cáceres           | Beatriz "Betty" Eslava Pinzón        |

### Secundario
En orden alfabético
| Actor                 | Personaje                           | Rol                                               |  |
| --------------------- | ----------------------------------- | ------------------------------------------------- |  |
| Airyn Gambin          | Teniente Daza                       |                                                   |  |
| Alejandra Villamizar  | Darcy                               | Secretaria del Doctor Montealegre                 |  |
| Alex Adames           | Felipe Ariza                        | Abogado de Belky y Manuel                         |  |
| Carmenza González     | María Inés viuda de Villamizar      | Mamá de Natalia                                   |  |
| Dora Cadavid          | Felipa Ríos de Rendón               | Mamá de Don Chucho                                |  |
| Fabián Mendoza        | Doctor Pedro Luna                   | Docente de la Universidad                         |  |
| Fernando Lara         | Jesús José Rendón Ríos "Don Chucho" | Prestamista del barrio y papá de Yolman           |  |
| Frank Yepes           | Dr. Avellaneda                      | Falso doctor y compinche de Herminio              |  |
| Juana Arboleda        | Nancy "Alias Segura"                | Rival de Belky en la guerrilla                    |  |
| Julio Sánchez Cóccaro | Don Cebrino Manjarrés               | Papá de Víctor                                    |  |
| Katherine Vélez[2]    | Gladys Rivera de Manjarrés          | Mamá de Víctor                                    |  |
| Laura Ramos           | Bárbara Miller                      | Decana facultad de Microbiología                  |  |
| Linda Balrich         | Melissa                             | Compañera de Manuel, en la Escuela de Gastronomía |  |
| Marcelo Castro        | Dr. Herminio Iglesias               | Docente de la universidad                         |  |
| Marianna Duarte       | Gilma Fonseca Uchelbe               | Enfermera Jefe del Hospital Universitario         |  |
| Morella Zuleta        | María Jimena de Monsalve            | Mamá de Manuel                                    |  |
| Nina Caicedo          | Vanessa Mosquera                    | Estudiante de derecho y asistente de Felipe       |  |
| Santiago Lozano       | Pablo de la Calle                   | Estudiante de derecho y asistente de Felipe       |  |
| Sebastián Gutiérrez   | Yolman Rendón                       | Hijo de Don Chucho y novio de Nana                |  |
| Stephanie Abello      | Susana                              |                                                   |  |

### Actuación especial
En orden alfabético
| Actor                          | Personaje                  | Rol | Observación |
| ------------------------------ | -------------------------- | --- | ----------- |
| Alison García                  | Belky                      | Niña | Flashback   |
| Ana María Kamper               |                            | Madre de Nancy Segura                                                                                        |             |
| Carlos Kaju                    | Ferney Palacios "Raúl"     | Excompañero de Belky en la guerrilla                                                                         |             |
| Carlos Velásquez               | Alias Roncancio            | Comandante de Belky en la guerrilla                                                                          | Flashback   |
| Eléasar Osorio                 |                            | Doctor director Clínica Estética El Diamante                                                                 |             |
| Hugo Alberto Medina @hamsactor | Periodista                 | Informa acerca de la captura del coronel Barragán y del doctor Avellaneda, quienes intentan asesinar a Belky |             |
| Juan Camilo Castillo           | Germán "Peter" Lozano      | Exguerrillero, conocido de Belky                                                                             |             |
| Juan Morales                   | Duval "El Bolido" González | Ciclista profesional, amigo de Víctor                                                                        |             |
| Juank Torres                   | Andrés Rincón              | Soldado (R) del Ejército                                                                                     |             |
| Liliana González               | Diana Sofía Arenas         | Abogada y mejor amiga de Tatiana                                                                             |             |
| Lorena Tobar                   | Saray Martínez de La Calle | Tía de Pablo                                                                                                 |             |
| Lucas Buelvas                  | Rubén                      | Estudiante de Medicina                                                                                       |             |
| Manuel José Chaves             | Doctor Cristian Noguera    | Médico en su año rural                                                                                       |             |
| Martín Escobar                 | Román                      | Estudiantae de medicina que se retira en la primera semana                                                   |             |
| Orli Glogower                  | Pilar Chávez               | Paciente de Diálisis                                                                                         |             |
| Pedro Mogollón                 | Mantilla                   | General del Ejército                                                                                         |             |
| Rafael Zea                     | Boris Alcantara            | Exesposo de Tatiana                                                                                          |             |
| Ramón Marulanda                | Francisco                  | Exnovio de Natalia                                                                                           |             |
| Santiago Bejarano              | Doctor Caballero           | Papá de Santiago                                                                                             |             |
| Vivián Ossa                    | Mariana                    | Camarada amiga de Belky en la guerrilla                                                                      | Flashback   |

### Invitados especiales
- Mike Bahía[15]
- Yolanda Rayo
- Begner Vásquez
- Johanna Fadul

## Premios y nominaciones

### Premios India Catalina
| Año  | Categoría                                      | Nominado                                                                                  | Resultado |
| ---- | ---------------------------------------------- | ----------------------------------------------------------------------------------------- | --------- |
| 2017 | Mejor Telenovela o Serie                       | Mejor Telenovela o Serie                                                                  | Ganadora  |
| 2017 | Mejor actriz protagónica de telenovela o serie | Ana Maria Estupiñan                                                                       | Ganadora  |
| 2017 | Mejor actor protagónico de telenovela o serie  | Sebastián Eslava                                                                          | Ganador   |
| 2017 | Mejor actriz de reparto de telenovela o serie  | Marcela Benjumea                                                                          | Ganadora  |
| 2017 | Mejor actor de reparto de telenovela o serie   | Variel Sánchez                                                                            | Ganador   |
| 2017 | Mejor Actor Antagónico de Telenovela o Serie   | Diego Vásquez                                                                             | Ganador   |
| 2017 | Mejor actriz o actor revelación del año        | Victoria Ortiz                                                                            | Ganadora  |
| 2017 | Mejor Talento Infantil                         | Melissa Caceres                                                                           | Ganadora  |
| 2017 | Mejor director                                 | Rodrigo Triana y Camilo Vega                                                              | Ganadores |
| 2017 | Mejor libreto                                  | Juana Uribe, María Clara Torres, Ricardo Aponte, Leonor Sardi, Yamile Daza y Diego Osorio | Ganadores |
| 2017 | Mejor Edición de telenovela o serie            | Diego Narciso                                                                             | Ganador   |

### Premios Tvynovelas
| Año  | Categoría                                      | Nominado                                                                                  | Resultado |
| ---- | ---------------------------------------------- | ----------------------------------------------------------------------------------------- | --------- |
| 2017 | Mejor Serie/Serie Favorita                     | Mejor Serie/Serie Favorita                                                                | Ganadora  |
| 2017 | Mejor actriz protagónica de serie              | Ana María Estupiñán                                                                       | Nominada  |
| 2017 | Mejor actor protagónico de serie               | Sebastián Eslava                                                                          | Ganador   |
| 2017 | Mejor actor antagónico de serie                | Diego Vásquez                                                                             | Nominado  |
| 2017 | Mejor actriz de reparto de serie               | Marcela Benjumea                                                                          | Nominada  |
| 2017 | Mejor actor de reparto de serie                | Variel Sánchez                                                                            | Ganador   |
| 2017 | Mejor revelación del año de telenovela o serie | Victoria Ortiz                                                                            | Nominada  |
| 2017 | Mejor libretista                               | Juana Uribe, María Clara Torres, Ricardo Aponte, Leonor Sardi, Yamile Daza y Diego Osorio | Nominado  |
| 2017 | Mejor director de telenovela o serie           | Rodrigo Triana y Camilo Vega                                                              | Nominados |
| 2017 | Mejor tema musical                             | Te Invito Herencia de Timbiquí                                                            | Nominado  |

### Premios Produ
| Año  | Categoría               | Nominado                     | Resultado |
| ---- | ----------------------- | ---------------------------- | --------- |
| 2017 | Mejor Súper Serie       | Mejor Súper Serie            | Ganadora  |
| 2017 | Mejor Guionista         | Juana Uribe                  | Nominada  |
| 2017 | Mejor Director          | Rodrigo Triana y Camilo Vega | Nominados |
| 2017 | Mejor Actriz de Reparto | Marcela Benjumea             | Nominada  |
| 2017 | Mejor Actor Revelación  | Variel Sánchez               | Ganador   |

### Premios Platino
| Año  | Categoría                      | Resultado |
| ---- | ------------------------------ | --------- |
| 2017 | Mejor teleserie iberoamericana | Nominado  |